# Ятанмілку
Ятанмілку (Ятонмілк, Ятанмільк), (фінік. 𐤉𐤕𐤍𐤌𐤋𐤊‎) — цар фінікійського міста Сідон у 455—450/449 роках до н. е. Відомий з написів, знайдених в храмі бога Ешмуна в містечку, на місці якого тепер селище Бустан аш-Шейх. Ім'я перекладається як «Мелькарт дає» (або «Цар дає»).

## Життєпис
Син царя Бодаштарта. Ймовірно, ще за життя батька став його співправителем, оскільки в одному з написів, зроблених від імені Бодаштарта, Ятанмілку згадується з титулами «спадкоємець» і «цар сідонян».
Ймовірно, панував нетривалий час, зберігаючи вірність перському царю Артаксерксу I. Про нього відомо обмаль. Завершив перебудову храму бога Ешмуна, розпочату за його попередника. Археологічні розкопки свідчать, що до моменту її закінчення Ятанмілку відчував значний брак коштів, через що будівельні роботи виконали не в повному обсязі.
Помер у 450/449 році до н. е. Йому спадкував син Баалшиллем І.